# Marlene Fischer

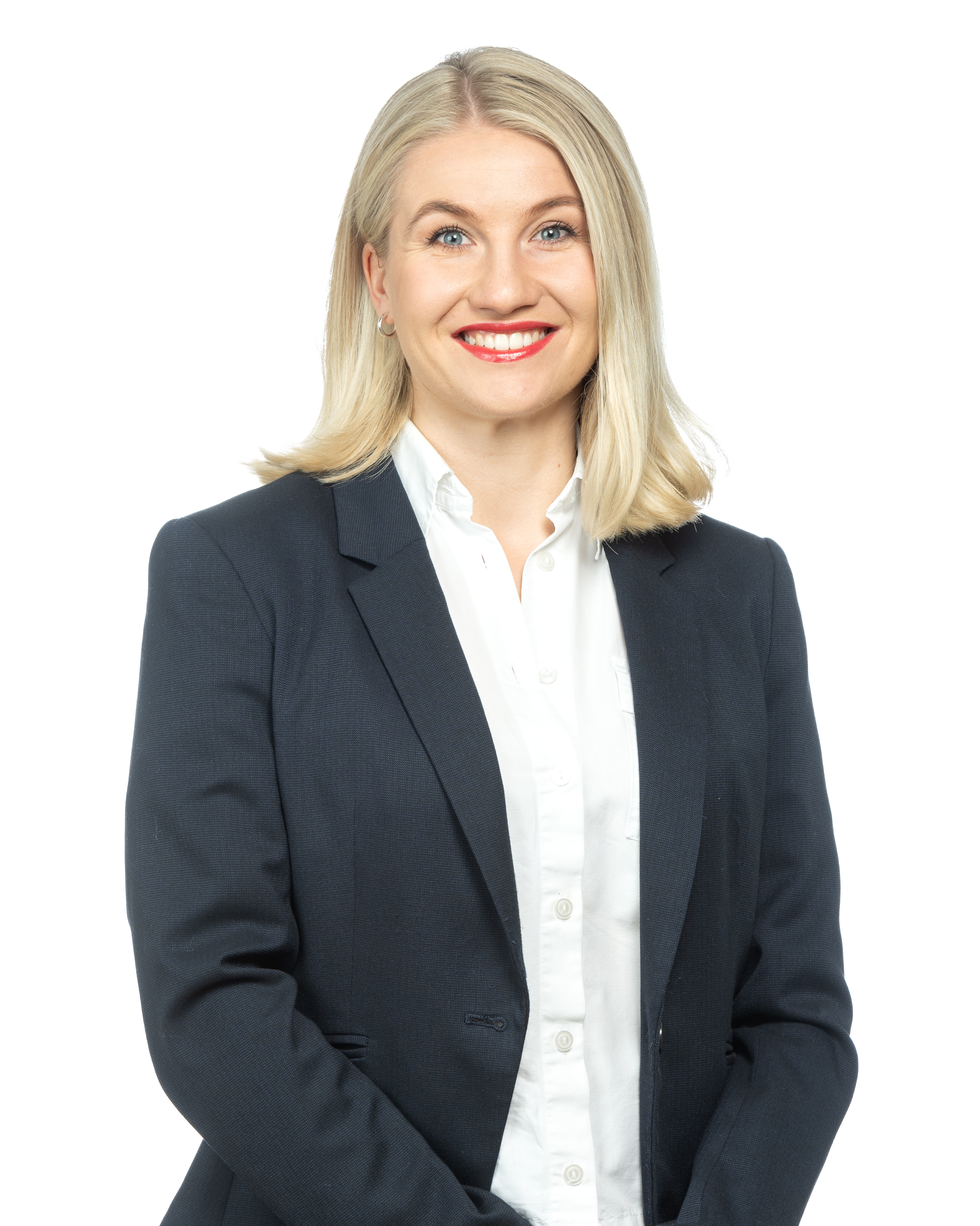
Marlene Fischer

Marlene Fischer (* 20. April 1996) ist eine Schweizer Politikerin (Grüne).

## Leben
Marlene Fischer wuchs in Utzenstorf im Kanton Bern auf. Sie absolvierte das Gymnasium in Burgdorf. Sie studierte Erdwissenschaften und Umweltnaturwissenschaften an der ETH Zürich und war anschliessend als Umweltgeologin in der Baubranche tätig. Sie ist Projektleiterin Altlasten bei der Baudirektion des Kantons Zürich und lebt in Olten.

## Politik
Marlene Fischer rückte nach den Wahlen 2021 für den zurückgetretenen Raphael Schär-Sommer in den Kantonsrat des Kantons Solothurn nach und verzichtete infolgedessen auf das soeben gewonnene Mandat im Gemeindeparlament von Olten. Im Kantonsrat ist sie Mitglied der Sozial- und Gesundheitskommission und der Interparlamentarischen Kommission FHNW. Sie kandidiert für die Nationalratswahlen im Oktober 2023.
Marlene Fischer ist seit 2022 Vorstandsmitglied und leitet die Arbeitsgruppe Klima / Energie / Bau der Grünen Kanton Solothurn.